# Staro Selo (Nikšić)
Pour les articles homonymes, voir Staro Selo.
Staro Selo (en serbe cyrillique: Старо Село) est un village de l'ouest du Monténégro, dans la municipalité de Nikšić.

## Démographie

### Évolution historique de la population[1]
| 1948 | 1953 | 1961 | 1971 | 1981 | 1991 | 2003 |
| ---- | ---- | ---- | ---- | ---- | ---- | ---- |
| 206  | 240  | 272  | 310  | 321  | 283  | 288  |